# Drosera peltata
Drosera peltata (лат.) — плотоядное растение рода Росянка. Среди клубневых сундуков D. peltata имеет наибольшее распространение, которое включает восточную и западную Австралию, Новую Зеландию, Индию и большую часть Юго-Восточной Азии, включая Филиппины. Специфический эпитет на латыни означает «щитовидный», что указывает на форму хвостовых листьев. Это либо один чрезвычайно изменчивый вид, либо комплекс из нескольких близкородственных видов с неопределенными таксономическими границами. В Австралии по крайней мере четыре формы имели или все еще имеют конкретное таксономическое признание: Drosera peltata subsp. peltata (автоним), D. peltata subsp. auriculata, D. foliosa (также как D. peltata var. foliosa) и D. gracilis (также как D. peltata var. gracilis).

## Ботаническое описание
Drosera peltata — многолетняя клубневая трава. Ее подземный клубень обычно находится на глубине 4 — 6 см под поверхностью почвы, а ее воздушные части варьируют от 5 до 50 см в высоту, с широкой дифференциацией на несколько форм. Подвид D. peltata subsp. auriculata часто является самым мощным, достигая 50 см в высоту, тогда как форма, неофициально известная как D. foliosa, как правило, самая короткая, часто всего 5-10 см. Drosera peltata обычно имеет явную розетку листьев на поверхности почвы, которая наиболее выражена у D. foliosa и, напротив, часто уменьшается до чешуек у зрелых растений D. peltata subsp. auriculata. Воздушный стебель простой или слегка разветвленный у номинальной формы D. peltata, а также у D. peltata subsp. auriculata и у формы, неофициально известной как D. gracilis. Цветки разнообразны по окраске, но обычно белые или светло-розовые. Цвет растений также очень изменчив: D. foliosa обычно ярко-травянисто-зеленый, даже если растет под прямыми солнечными лучами, D. peltata subsp. auriculata часто с переменным оттенком красного (или даже сплошной красный), а D. gracilis всегда оранжевого или темно-красного цвета.

## Выращивание
Drosera peltata — один из самых простых в выращивании клубневых видов Drosera, характеристика, которая объясняется его снисходительным характером, когда дело касается воды и температуры. Клубневые Drosera обычно требуют влажной прохладной зимы, которая является их активным вегетационным периодом, и более теплого, почти сухого лета, иначе спящие клубни будут гнить. Drosera peltata может выдерживать более влажное лето.